# 伊藤小春
伊藤 小春（いとう こはる、2002年11月7日 - ）は、日本のファッションモデル、アイドル。女性アイドルグループ・原宿駅前パーティーズ「ふわふわ」の元メンバー、「パーティーズ」メンバー。愛知県出身。ライジングプロダクション所属。

## 略歴
2014年10月22日、小学校6年生の際に、松田望愛・山田碧海・大野みさき・西川茉佑と共に「事務所オーディション枠」で『ニコ☆プチ』（新潮社）同年12月号より同誌専属モデルとしてデビューを果たした。
次号の2015年2月号で、個人特集「プチモ取扱説明書」が掲載された。 メゾピアノジュニアのイメージモデルへの起用、『JuniAward』では、読者モデルともにプチモとして伊藤小春と黒坂莉那が国立代々木競技場第一体育館の40メートルのランウェイを歩くなど、誌面の内外で活躍した。
2016年5月1日、有明・TFTホールにて開催された『プチ☆コレ6』をもって、涼凪・松田望愛・山田碧海・岡香鈴と共に『ニコ☆プチ』（新潮社）専属モデルを卒業した。
2016年8月、原宿駅前パーティーズ「ふわふわ」の追加メンバーとなる。同年12月よりモデルとしての活動の場を『ラブベリー』に移し、 2017年4月、同誌専属モデルへ昇格した。
2019年2月、ふわふわのほかのメンバーとともに『週刊ヤングマガジン』のグラビアページを飾り、更には、同年4月にソロ水着グラビアが『週刊プレイボーイ』に掲載され、多くのメディアで取り上げられた。
2021年3月31日、長らく、ふわふわとしての活動を休んでいたが、脱退を公式サイトで発表した。それ以降は事務所に残り、単独で活動を継続していて、グループでの活動はしていなかったが、2022年5月、ふわふわで同僚だった平塚日菜と遠藤みゆ、元原駅ステージAの田谷菜々子とともにパーティーズを結成し、再びグループでの活動に戻る。

## 人物
- 「小春」という名前には「小春日和のようにポカポカあたたかい子になりますように」という願いが込められていたという。
- ふわふわ加入前より、アイドル好きである[23]。小学3年生の頃から、ももいろクローバーZのファンで、2016年2月に初めて、彼女たちを観覧した[24]。私立恵比寿中学[15][25]など、スターダストプロモーション所属のグループのファンのようである。
- プチモ当時、プチモ仲間で、同じライジングプロダクション所属の岩崎春果がいる原宿駅前パーティーズを見に行き、その日にステージの虜になってしまう[23]。
- 小学生の頃から大の勉強好きで、学校からの帰宅後に机に数時間向かうことしばしばだったと言い、2021年には大学に進学した。

## 出演

### テレビ番組
- Rの法則（2017年 - 2018年、NHK Eテレ ） - 第9期R'sメンバー[26]

### 舞台
- コジコジ（2019年8月21日 - 25日、CBGKシブゲキ!!） - ルル 役
- ビックリマン ザ☆ステージ（2019年12月24日 - 29日、六行会ホール） - 十字架天使 役

### 広告
- ベネッセコーポレーション アプリ「進研ゼミ高1講座 1分スピーキング」記者発表会（2018年7月12日）[27][28]

### 雑誌
- ニコ☆プチ（2014年12月号 - 2016年6月号、新潮社） - 専属モデル[8]
- LOVE berry （2017年4月 - 〈現在休刊〉、徳間書店） - 専属モデル[29]
- 週刊プレイボーイ No.15（2019年4月1日、集英社）[19]